# Étienne de Crécy
Sammen med navne som Daft Punk, St. Germain og Air er deep house dj'en og produceren Étienne de Crécy en af nøglefigurerne bag den gæliske revolution, der i sidste halvdel af 1990'erne overstrømmede den elektroniske scene med yderst vanedannende franske fristelser, der også i dag appellerer til såvel uhæmmet dans som til chillet lytning i polstrede lænestole. Han har bl.a. udgivet under navnene Motorbass, La Chatte Rouge og Super Discount.
Étienne de Crécy blev født i Lyon og begyndte sin musikalske karriere sidst i 80'erne, hvor han dannede bandet Louba, der havde udgangspunkt i omegnen af Paris. Da Louba lod sig opløse opbyggede de Crécy et godt ry som både house- og hiphopproducer, men det var først, da han i 1991 startede deep house-projektet Motorbass sammen med Zdar, at han for alvor kom i fokus.
'Motorvass EP'en, der bl.a. indeholdt singlen 'Transphunk', satte sit tydelige aftryk på den opblomstrende franske dancescene, og populariteten var til at tage at føle på, da albummet 'Pansoul' udkom i 1996. Et par måneder efter fulgte det første album under aliasset Super Discount – den såkaldte gule 97'er model – der både indeholdt de Crécys egne housenumre samt forskellige remixes af andres numre – bl.a. af et Air-nummer.
Siden er udgivelserne kommet slag i slag og anmelderdarlingen Étienne de Crécy har formået at holde sig skarp og on the edge frem til i dag. Bl.a. på Super Discount 2 – den lyserøde model – der med en skarp electro-kant udkom i 2004. Her fik house-mesteren hjælp fra navne som Alex Gopher, Phillip Zdar fra Cassius, Julien Delfaud og Boom Bass.

## Reference
- Superdiscount på DRs musikleksikon

1. ↑  Navnet er anført på engelsk og stammer fra Wikidata hvor navnet endnu ikke findes på dansk.